# Iglesia de Nuestra Señora de la Asunción (Santa Cruz de Mudela)
La iglesia de Nuestra Señora de la Asunción es una iglesia del municipio español de Santa Cruz de Mudela, en la provincia de Ciudad Real.

## Descripción
Se encuentra en la localidad ciudadrealeña
 de Santa Cruz de Mudela, en Castilla-La Mancha. Está ubicada en la avenida de Pío XII. Fue construida según los cánones del Renacimiento entre 1474 y 1536. Presenta una planta basilical de tres naves con capillas laterales (abiertas con posterioridad a su construcción), ábside poligonal de tres lados y coro y torre a los pies. Está construida con mampostería de piedra local y sillería en las cornisas, aristas, arcos de ventana y cuerpo superior de la torre. Asimismo hay una zona construida con aparejo toledano en el cerramiento de la capilla de la nave lateral izquierda.
La nave central es más ancha que las laterales, midiendo doce metros, entre ejes de pilares. Las cubiertas son de bóveda de crucería. La iglesia está sustentada sobre seis pilares centrales en forma de cruz griega, dos de los cuales, los posteriores, conforman el coro y los muros perimetrales de carga, dotados de contrafuertes. El ábside mide once metros en su lado mayor y seis metros de fondo, parece ser que en el pasado albergó un retablo barroco con zócalo de madera y columnas salomónicas, del que no quedan restos. Las tres paredes del ábside se encuentran pintadas configurando tres arcos góticos con una malla rómbica en su interior, del siglo XX. La cubierta es de crucería. Las dos capillas laterales, bajo las advocaciones de santa Catalina y san José, datan de 1665, la de la nave lateral izquierda está coronada por una cupulita. Asimismo existen dos capillas laterales contiguas al altar mayor, la de Jesús y la de Nuestra Señora del Rosario, de 1662, cuya apertura supuso la construcción de unos arcos con los de las demás capillas que, si ben distorsionaron el diseño general del resto de las mismas, significan un poco más la zona del crucero. En todo el conjunto domina el arco de medio punto, tanto en los arcos fajones como en los formeros. El coro presenta gran esbeltez, queriendo igualar en altura al resto de la nave central, pero sin la elegancia original del antiguo trazado.
La iglesia está dotada de tres accesos: el principal y los dos de las naves laterales. Todos ellos son de estilo renacentista en sus portadas. La portada principal está inscrita en una sencilla arcada remitiéndose hacia el interior. Sus bases, columnas y capiteles son, como el resto de los motivos ornamentales, de extrema sencillez. En la hornacina superior existió una imagen de la Virgen, desaparecida en la actualidad. Las portadas laterales están cerradas al público: siguen las mismas directrices del conjunto, la portada lateral izquierda se encuentra rematada por un frontón semicircular y una hornacina, mientras que la de la derecha es similar a la principal, aunque más sencilla.
La torre consta de tres cuerpos separados por impostas, de planta cuadrada en su base. El cuerpo superior que alberga las campanas, poligonal y flanqueado por pináculos. El conjunto se remata con un chapitel con cubierta de pizarra. El número de vanos existentes en el templo es escaso, con la consiguiente deficiencia de luz natural. La cubierta es a dos aguas y de teja curva o árabe.
El 27 de julio de 1993, la iglesia fue declarada Bien de Interés Cultural con la categoría de monumento, mediante un decreto publicado el 25 de agosto de ese mismo año en el Diario Oficial de Castilla-La Mancha.